# Волтер Спенс
Волтер Спенс (3 березня 1901 — 16 жовтня 1958) — гаянський плавець.
Призер Олімпійських Ігор 1928 року, учасник 1932 року.
Призер Ігор Співдружності 1938 року.